# Barbourula kalimantanensis
Barbourula kalimantanensis és una espècie d'amfibi anur de la família Bombinatoridae que viu a Kalimantan (el territori de Borneo sota administració d'Indonèsia).
Està amenaçada d'extinció per la pèrdua del seu hàbitat natural.